# 班加西阿塔哈迪体育俱乐部
班加西阿塔哈迪体育俱乐部（阿拉伯语：‎）是一家利比亚的足球俱乐部，位于利比亚第二大城市班加西。
球队参加利比亚足球超级联赛。主体育场为3月28日体育场（March 28 Stadium），历史上曾三次夺得利比亚足球超级联赛冠军，但在2007-08赛季中球队由于战绩不佳降入甲级联赛，不过很快又重返顶级联赛。 

## 荣誉

### 国内赛事
- 利比亚足球超级联赛: 3次

1968, 1977, 1997
- 利比亚杯: 0次

亚军: 1999
- 利比亚超级杯: 1次

1997

## 国际比赛
- 非洲俱乐部冠军杯: 参赛2次

1969: 第一轮
1978: 第二轮
- 非洲联合会杯: 1次

2002 - 第一轮
Template:Libyan Premier League